# Beyoğlu, Şarköy
Beyoğlu là một xã thuộc huyện Şarköy, tỉnh Tekirdağ, Thổ Nhĩ Kỳ. Dân số thời điểm năm 2011 là 231 người.